# 류제식
류제식(한국 한자: 柳濟植, 1972년 1월 3일 ~ )은 대한민국의 전 축구 선수이며, 포지션은 골키퍼였는데 1987년부터 1989년 사이의 고교졸업 및 졸업예정자를 대상으로 1989년 1월 12일부터 1월 14일까지 대우가 국내 축구 최초로 시도한 2군 선발테스트를 통해 프로무대에 입문했다.
한편, 1992년 동계훈련에서 왼쪽 무릎 슬개골을 다쳐 이 해를 통째로 쉰 김풍주 대신 1992년 대우의 유럽 전지훈련에서 골문을 지켰으나 소심한 성격 탓인지 정규시즌 개막 뒤 설 자리를 잃었고 급기야 1993년에는 김풍주의 복귀 탓인지  1경기 밖에 뛰지 못하여 이 해를 끝으로 은퇴했으며 1992년 대우의 유럽 전지훈련 당시 본인(류제식) 외에도 1989년 1월 럭키금성 연습생으로 프로생활을 시작한 뒤 이 해 6골 중 5골을 헤딩으로 기록하여 "제 2의 김재한"이란 평가를 받았지만 연봉문제로 팀과 불의를 빚더니 1990년 그라운드를 떠나 19개월 동안 무적선수로 설움을 겪었다가 1991년 3월 5일 대우 유니폼을 입었으나 쟁쟁한 선수들에게 밀려 설 자리를 잃었던 장신(191CM) 공격수 차상해가 1992년 대우의 유럽  전지훈련 1차전(6-0 승) 3차전(3-0 승) 당시 골을 넣었지만 롱볼 축구를 싫어했던 이차만 당시 감독과의 불화 탓인지 개막전(3월 28일) 밖에 출전하지 못한 채 설 자리를 잃었고 같은 해 4월 16일 현금 트레이드를 통해 포철 유니폼을  입었다.